# Mómosz
Mómosz (/ˈmoʊməs/; ógörögül: Μῶμος, Momos) a görög mitológiában a szatíra és a gúny megszemélyesítője, akiről két történet is szerepel Aiszóposz meséiben. A reneszánsz idején számos irodalmi mű használta őt a zsarnokság kritikájának szócsöveként, míg később a kortárs társadalom bírálójaként jelent meg. A színpadon végül az ártalmatlan szórakozás alakjává vált.

## A klasszikus irodalomban
Mómosz, mint tisztességtelen kritika éles nyelvű szelleme, végül kiűzetett az istenek társaságából az Olümposz hegyéről. Neve a μομφή szóból ered, amely "vád", "feddés" vagy "szégyen" jelentésű. Hésziodosz szerint Mómusz az Éj (Nüx) fia volt "noha senkivel sem hált együtt", és az Oizys nevű nyomor istennő ikertestvére. Az i. e. 8. századi Cypria eposzban Mómoszt azzal vádolják, hogy ő robbantotta ki a trójai háborút, hogy csökkentse az emberi népességet. Szophoklész később írt egy szatírjátékot Momos címmel, amely szinte teljes egészében elveszett, de valószínűleg ebből a történetből merített.
Aiszóposz két meséje is foglalkozik az istennel. A klasszikus időkben a legszélesebb körben ismert történet a Perry-index 100. száma. Ebben Mómoszt arra kérik, hogy ítélje meg három isten alkotását (amelyek változhatnak a verziók szerint: egy embert, egy házat és egy bikát. Mómoszt mindegyikben hibát talál: az emberben, mert a szíve nem volt látható, hogy gondolatait meg lehessen ítélni; a házban, mert nem volt kereke, hogy elkerülhesse a kellemetlen szomszédokat; és a bikában, mert nem volt szeme a szarván, hogy irányítani tudja a rohamait. Emiatt Plutarkhosz és Arisztotelész kritikusan tekintett Aiszóposz történetére, mint amelyben hiányzik a megértés, míg Lukianosz azt állította, hogy bárki, aki rendelkezik józan ésszel, képes megítélni az ember gondolatait.
Ennek következtében Mómosz a hibakeresés szinonimájává vált, és az a mondás járta, hogy ha még ő sem talált hibát valamiben, az annak tökéletességét jelezte. Így a Görög Antológia egyik verse megjegyzi Praxitelész szobrairól, hogy "maga Mómosz is felkiáltana: »Zeusz atya, ez tökéletes művészet volt.«" Egy másik Aiszóposz-mese, a Perry-index 455. száma szerint, amikor Mómosz megvizsgálta a gyönyörű Aphroditét, könnyen megjegyezte, hogy nem talált hibát rajta, kivéve azt, hogy szandálja nyikorog.

## Politikai szatíra
Lukianosz 2. századi társadalmi vígjátékában, Az istenek tanácsában, Mómosz vezető szerepet játszik egy vitában arról, hogyan tisztítsák meg az Olümposzt az idegen istenektől és barbár félistenektől, akik rontják annak égi rangját.
A reneszánsz szerző, Leon Battista Alberti megírta Mómosz, avagy a fejedelem (1446) című politikai művét, amely a száműzetése után folytatta az isten történetét. Miután az istenekkel szembeni folyamatos kritikája megingatta az isteni rendet, Jupiter egy sziklához kötözte, majd kasztrálta. Később azonban, hiányolva őszinteségét, Jupiter felkutatott egy kéziratot, amelyet Mómosz hátrahagyott, és amelyben egy olyan földi ország kormányzásának módját írta le, ahol szigorúan szabályozott igazságosság uralkodik.
A 16. század elején Erasmus szintén Mómoszt állította a hatalom jogos kritikájának bajnokaként. Elismerte, hogy az isten "nem olyan népszerű, mint mások, mert kevesen fogadják szívesen a kritikát, de azt merem mondani, hogy az összes isten közül, akiket a költők megénekeltek, egyik sem volt hasznosabb."
Giordano Bruno filozófiai értekezése, A diadalmas fenevad kiűzése (1584) szintén Lukianosz példájához nyúl vissza. Ebben Mómosz szerves szerepet játszik az olümposzi istenek és Bruno narrátorainak párbeszédében, miközben Jupiter arra törekszik, hogy megtisztítsa az univerzumot a gonosztól.

## Szociális szatíra
A 17. századi angol írók Mómosz alakját szelídebb, szórakoztatóbb szellemben mutatták be, például Thomas Carew Coelum Britannicum (1634) című maszkjában, amelyet I. Károly király és udvara előtt adtak elő. A Coelum Britannicum-ban Mómosz és Merkúr egy tervet dolgoznak ki az "égi Csillagkamra" megreformálására. Két évszázaddal később ez a mű hatással volt Henry David Thoreau-ra, amikor a Walden írására készült.
John Dryden Secular Masque (1700) című rövid darabja a klasszikus istenségek közvetítésével gúnyolja a kortárs társadalmat. Mómosz vezető szerepet játszik benne, amint szarkasztikus szellemséggel leleplezi Diana (vadászat), Mars (háború) és Venus (szerelem) sportjait, mondván: "Jobb nevetni, mint sírni."
Hasonló iróniával szemléli az emberiséget változatlan helyzetét Carl Sandburg Mómosz című szobra (1914): "Az embereket, akik halálosan komolyan játsszák a történelem régi, ismert, ünnepélyes ismétlődéseit," miközben tovább népesítik túl a világot, hogy aztán vérbe borítsák.

## Komédia
Európa más részein Mómosz alakja egyre inkább könnyed és érzelmes komédia figurájává szelídült, hasonlóvá válva a francia és olasz Commedia dell'arte Harlekinjéhez. Egy tipikus előadásban, például Henry Desmarets Les amours de Momus (1695) című opera-balletjében, egy nimfa szerelmi kegyeiért verseng.
Ebben az időszakban Mómosz a humoros szatíra patrónusa lett, együttműködve a komédia és a tragédia alakjaival. Így jelent meg e női alakok között a The Beauties of the English Stage (1737) címplapján, míg Leonard Defraine Figures of Fabled Gods (1820) művében Komosszal, a karnevál istenével és Themisszel, a gyűlések védnökével társul.
A Harlekinhez való kapcsolódása, valamint mint az igazságokat humorral befogadhatóvá tevő figura miatt Mómosz mostanra a Bolond helyét foglalta el egy francia Minchiate kártyacsomagban. Nevét George Saville Carey szatirikus költeménye is viseli: Momus, or a critical examination into the merits of the performers and comic pieces at the Theatre-Royal in the Hay-Market (1767). Maga az isten azonban itt nem jelenik meg, csak "Mómosz fiai", a komikus színészek.

## További források
- Meillier, Claude (1991). „CALLIMAQUE, "HYMNE II", VERS 113: Φϑόνος OU Φϑόϱος?”. Studi Classici e Orientali 40, 77–94. o. ISSN 0081-6124. (Hozzáférés: 2024. december 10.)
- Robertson, Noel (1969). „How to Behave at a Sacrifice: Hesiod Erga 755-56”. Classical Philology 64 (3), 164–169. o. ISSN 0009-837X. (Hozzáférés: 2024. december 10.)